# Шуттарна I
Шуттарна I був одним з перших царів Мітанні. Його ім'я відоме за відбитком печатки, знайденої в Алаласі, сучасний Тель Атхана поблизу Антак'я (стародавьої Антіохії). Напис читається «син Кірти» і є єдиним посиланням на те, що це цар. Він правив близько XV століття до н. е.
| Попередник | Цар Мітанні           | Наступник     |
| ---------- | --------------------- | ------------- |
| Кірта      | бл.1490-1970 до н. е. | Парраттарна I |

## Сучасники Шуттарна I (1490—1470рр. до н.е.) царя Мітанні
| Єгипет                      | Ассирія                    | Хетти                    |
| --------------------------- | -------------------------- | ------------------------ |
| Тутмос II (1504(1494)—1490) | Елліль-націр І (1497—1484) | Телепінус (1525—1500)    |
|                             | Нур-ілі (1484—1472)        | Аллувамнас (бл. XV ст.)  |
|                             | Ашшур-шадуні (бл.1472)     | Хантілі II (бл. XV ст.)  |
|                             | Ашшур-рабі I (1472—1452)   | Тахурваілі (бл. XV ст.)  |
|                             |                            | Цитантас II (бл. XV ст.) |